# Gateshead Island
Gateshead Island (Inuktitut: Umingmalik) ist eine unbewohnte Insel im kanadisch-arktischen Archipel in der Kitikmeot-Region des kanadischen Territoriums Nunavut.
Die Insel liegt im McClintock-Kanal, ca. 50 km östlich von Victoria Island.
Südlich der Insel beginnt der Larsen Sound.
Ihre Fläche beträgt 220 km².
Sie ist ein bedeutendes Eisbären-Gebiet.